# Рике с хохолком
«Рике́ с хохолко́м» (фр. Riquet à la houppe) или Рике́-хохоло́к — французская литературная сказка, написанная Шарлем Перро.
В ней рассказывается о похожем на гнома принце с хохолком волос на голове, способном дарить ум той, кого он полюбит. Сказка была впервые напечатана в 1697 году Барбеном в Париже в сборнике Перро из восьми сказок, называвшемся «Сказки моей матушки Гусыни, или Истории и сказки былых времён с поучениями». По классификации Аарне — Томпсона сказка относится к типу 711 «Сёстры-близняшки».

## Сюжет
Фея дарует уродливому, но одарённому умом принцу по имени Рике волшебную способность наделить своим умом ту, кого он полюбит больше всего на свете. Из-за своих смешных торчащих волос на макушке принц получает прозвище «Хохолок». В соседнем королевстве тем временем подрастают две принцессы: одна прекрасная, но глупая, а другая дурнушка, но разумница. Однажды Рике увидел портрет старшей принцессы и влюбился в её красоту, отправившись за сватовством. Встретив прекрасную принцессу в лесу, и узнав что та печальна из-за своей прогрессирующей глупости, Рике берёт с неё обещание выйти за него замуж с отсрочкой в год, и заранее наделяет чудесным даром интеллекта. Однако принцесса, став умной и рассудительной, уже не хочет связывать свою жизнь с уродом, поэтому при второй встрече с Рике находится в сомнениях. Но тот развеивает колебания её души, поведав, что фея наделила чудесным даром и саму принцессу — кого она полюбит, тот станет внешне неотразимым подобно самой принцессе. В итоге Рике преображается на глазах, посреди приготовления к предстоящей свадьбе.